# Buckner & Garcia
Buckner & Garcia ist ein US-amerikanisches Musik-Duo, das aus Jerry Buckner und Gary Garcia besteht.

## Karriere
Im Jahre 1982 veröffentlichten sie das Album „Pac-Man Fever“, das ausschließlich aus Stücken besteht, die sich um Videospiele drehen. Das Titellied „Pac-Man Fever“ erreichte Platz 8 in den US-Charts.
Zu dem Film Ralph reichts (2012) trugen sie das Lied „Wreckt-It, Wreck-It Ralph“ bei.

## Diskografie

### Studioalben
| Jahr | Titel Album   | Höchstplatzierung, Gesamtwochen, AuszeichnungChartsChartplatzierungen (Jahr, Titel, Album, Platzierungen, Wochen, Auszeichnungen, Anmerkungen) | Anmerkungen                         |
| Jahr | Titel Album   | US | Anmerkungen                         |
| ---- | ------------- | --- | ----------------------------------- |
| 1982 | Pac-Man Fever | US24 Gold · (16 Wo.)US | Erstveröffentlichung: Dezember 1980 |

Weitere Alben
- 2009: Now & Then EP

### Singles
| Jahr | Titel Album                | Höchstplatzierung, Gesamtwochen, AuszeichnungChartsChartplatzierungen (Jahr, Titel, Album, Platzierungen, Wochen, Auszeichnungen, Anmerkungen) | Anmerkungen                         |
| Jahr | Titel Album                | US | Anmerkungen                         |
| ---- | -------------------------- | --- | ----------------------------------- |
| 1980 | Merry Christmas In The NFL | US82 (3 Wo.)US | Erstveröffentlichung: Dezember 1980 |
| 1981 | Pac-Man Fever              | US9 Gold · (19 Wo.)US | Erstveröffentlichung: Dezember 1981 |

Weitere Singles
- 1982: E.T., I Love You